# Departamento General Belgrano (Chaco)
El departamento General Belgrano es uno de los 25 departamentos de la provincia del Chaco, en la República Argentina.
La cabecera o capital es el municipio de Corzuela.

## Población
La población departamental es de 11988 habitantes según el Censo Nacional de Población, Hogares y Viviendas 2010 (INDEC), con una variación intercensal del 14,5 %, con respecto a la población de los censos de 2001 y de 2010 (10.470 y 11.988 habitantes, respectivamente).

## Superficie y límites
Tiene una superficie terrestre de 1218 kilómetros cuadrados (km²) aproximadamente, y limita al norte con el Depto. Almirante Brown, al noreste y este con el Depto. Independencia, al sureste con los departamentos Independencia y O'Higgins, y limita con Depto. 9 de Julio, al sur, suroeste, oeste y noroeste.
| Noroeste: Depto. 9 de Julio | Norte: Depto. Almirante Brown | Nordeste: Depto. Independencia                   |
| Oeste: Depto. 9 de Julio    |                               | Este: Depto. Independencia                       |
| Suroeste: Depto. 9 de Julio | Sur: Depto. 9 de Julio        | Sureste: Depto. O'Higgins y Depto. Independencia |